# Викторов, Владимир Калинович
Владимир Калинович Викторов (12 июля 1864 — ?) — русский военный деятель, полковник. Герой Первой мировой войны. 

## Биография
Сын унтер-офицера, служившего в Московской губернии, по имени Калинник Кононов Викторов.
В 1880 году получил образование в 4-й Московской военной гимназии и вступил в службу. В 1883 году после окончания Алексеевского военного училища по II разряду произведён в подпрапорщики и выпущен в Фанагорийский 11-й гренадерский полк. В 1885 году произведён в подпоручики, в 1889 году в поручики,
в 1900 году в штабс-капитаны.
В 1901 году после окончания Офицерской стрелковой школы произведён в капитаны ротный командир, в 1912 году произведён в подполковники — командир 4-го батальона Фанагорийского 11-го гренадерского полка. С 1914 года участник Первой мировой войны во главе своего батальона, был трижды ранен и контужен в боях. В 1915 году произведён в полковники, с 1916 года командир 11-го Фанагорийского гренадерского полка. С 1917 года командующий бригадой 6-й гренадерской дивизии и в резерве чинов при штабе Киевского военного округа.

Высочайшим приказом от 23 апреля 1915 года за храбрость награждён Георгиевским оружием: 
За то, что в бою 12-го октября 1914 года у д. Пискаров, идя в атаку во главе батальона на окопавшего противника под сильным фронтальным и фланговым артиллерийским, пулемётным и ружейным огнём, примером личного мужества воодушевил свой батальон, довёл его до противника, в числе первых сошёлся с ним и выбил из окопов, причём был ранен тремя пулями

Высочайшим приказом от 18 июля 1915 года за храбрость награждён орденом Святого Георгия 4-й степени: 
За то, что в бою 3-го мая 1915 года командуя двумя батальонами полка с четырьмя пулемётами, получил приказание овладеть лесом, что к западу от д. Буковины, занятыми значительными силами противника. Не взирая на губительный пулемётный и ружейный огнь, во главе батальона стремительным ударом в штыки выбил противника из леса; продолжая атаку батальоны вышли во фланг и частью в тыл главной позиции, которую взяли штыковым ударом, не взирая на сильный артиллерийский, пулемётный и ружейный огонь, причём было взято 2 пулемёта и около 450 австрийцев
После октября 1917 года участник Гражданской войны в составе РККА — член Чрезвычайной эвакуационной комиссии в Москве.
Сын — Викторов, Михаил Владимирович.

## Награды
- Орден Святой Анны 3-й степени (1903)
- Орден Святого Станислава 2-й степени с мечами (ВП 24.06.1907; ВП 07.11.1916)
- Орден Святого Владимира 4-й степени с мечами и бантом (ВП 07.03.1915)
- Георгиевское оружие (ВП 23.04.1915)
- Орден Святого Георгия 4-й степени (ВП 18.07.1915)
- Высочайшее благоволение (ВП 10.10.1915)
- Орден Святого Владимира 3-й степени с мечами (ВП 23.04.1915)